# Giorgio Zani
Giorgio Zani (Reggio Calabria, 22 agosto 1918 – San Marino, 20 luglio 2013) è stato un generale, fotografo e dirigente pubblico sammarinese.

## Biografia
Figlio dell'ingegnere Gino Zani, nel 1931 frequenta il collegio militare di Palazzo Salviati a Roma. Trasferitosi a Roma con la famiglia, frequenta in questa città il corso di Laurea in Legge presso la facoltà di Giurisprudenza e si laurea all'inizio della seconda guerra mondiale.
Nel 1942 si trasferisce a Milano per frequentare un corso di preparazione al notariato. Assunto come praticante presso uno studio notarile, a seguito di un bombardamento, nel 1943 decide di raggiungere la famiglia nel frattempo ritornata a San Marino. Quando nel 1944 la Repubblica di San Marino istituisce il corpo della Milizia Confinaria con il compito di sorvegliarne i confini, si arruola volontario. La sua esperienza di ex allievo del collegio militare, gli fa ottenere i gradi di sottotenente.
Appassionato di fotografia, stringe amicizia con il fotografo de Il Resto del Carlino Severi e apprende da lui le tecniche di sviluppo e stampa. Allestisce una camera oscura che gli permetterà di sviluppare e stampare le sue fotografie. Realizzando una raccolta  che documenta il bombardamento di San Marino da parte degli inglesi nel giugno 1944 e le battaglie attorno a San Marino a seguito del passaggio del fronte, e l'ospitalità della Repubblica nei confronti di quasi centomila sfollati che trovarono rifugio nel suo territorio presso le gallerie della linea ferroviaria Rimini San Marino adibite a rifugi contro i bombardamenti aerei.
Nel dopoguerra si trasferisce prima a Milano e poi a Bologna dove svolge attività commerciale.  Nel 1972 si trasferisce a San Marino di cui dirige fino alla pensione l'Azienda Autonoma di Stato filatelica e numismatica. Per molti anni curò la programmazione e progettazione delle emissioni, nonché la promozione ed il servizio di distribuzione. Ricopre il ruolo di Comandante Superiore delle Milizie dal 1996 fino 2007 quando su sua iniziativa decide di lasciare il comando al suo successore.
Durante il suo incarico alla guida dell'azienda filatelica di San Marino, ideò il francobollo d'autore affidando la realizzazione dei bozzetti ad artisti di chiara fama come Franco Gentilini, Emilio Greco, Renato Guttuso, Luciano Minguzzi, Aligi Sassu ed altri. Promosse la realizzazione della emissione filatelica periodica dedicata alle più importanti città del mondo che, originalmente impostata sul confronto tra un'immagine attuale ed una del passato, riscosse nel corso degli anni un notevole, crescente successo. Le emissioni da lui progettate vinsero numerosi premi nazionali ed internazionali.
Ha dipinto per tutta la sua vita utilizzando di preferenza la tempera e i pennarelli di feltro. Nel 1946 ha disegnato una serie di francobolli di posta aerea giudicata '"anticipazione, per quei tempi, con un'acuta combinazione di simbolismi e profili".